# Kapya
Le kapya est une langue du plateau nigérian parlée dans le village de Kapya, dans la zone de gouvernement local de Takum dans l'État de Taraba, à l'est du Nigéria, aux frontières du Cameroun. Le nombre de locuteurs était estimé à 200 en 2004.